# Владислав Божидаревић
Владислав Божидаревић (15. век — 16. век) био је дубровачки сликар.

## Биографија
Владислав Божидаревић је најстарији син сликара Божидара Влатковића и брат Николе Божидаревића. Након 1504. радио је са сликаром Матком Миловићем, његовим сином Фрањом и дрворезбаром Орсатом (Медом) Миличевићем у јужној Италији, у граду Вјесте.
Владислав Божидаревић се последњи пут помиње 1525. године, када се одрекао породичне земље у Кручици код Сланог. По претпоставци В. Ђурића, Владислав би могао да буде  "Дубровчанин Блаж" („magister Blaxio Raguseo“), аутор фресака  у Новој Васи код Шушњевице.